# Kathleen Burt-Utley
Kathleen Burt-Utley (1944-) est une botaniste. Elle est professeur dans le département de biologie de l'Université de La Nouvelle-Orléans, aux États-Unis.
Elle a décrit et découvert de nombreuses espèces de bégonias.